# Force of Impulse
Force of Impulse è un film indipendente del 1961 diretto da Saul Swimmer.

## Trama
Uno studente del liceo rapina il negozio di alimentari di suo padre per raccogliere i soldi per portare fuori la sua ragazza.